# Juan Francisco Marco y Catalán
Juan Francisco Marco y Catalán (Bello , Teruel, 24 de outubro de 1771 - Madri , 16 de março de 1841) foi um religioso espanhol , doutor em direito pela Universidade de Zaragoza , arcipreste da Seo e auditor da Rota, que veio a ser um cardeal da Igreja Católica .

## Biografia
Juan Francisco Marco y Catalán foi professor na Universidade de Zaragoza e na Universidade de Bolonha. Foi nomeado auditor da Rota Romana pelo rei Fernando VII em 1816. O Papa Leão XII o nomeou membro da comissão de revisão "motu proprio". Foi governador de Roma e vice-camerlengo da Santa Igreja de 1826 a 1828. 
O Papa Leão XII criou- o cardeal no consistório de 15 de dezembro de 1828. Ele assumiu o título de cardeal diácono de Santa Ágata alla Suburra . Participou do conclave de 1829, em que foi eleito o Papa Pio VIII, e do conclave de 1830-1831 (eleição de Gregório XVI). Neste último conclave apresentou a exclusão contra a eleição do cardeal Giacomo Giustiniani em nome do rei da Espanha. Foi camareiro do Colégio dos Cardeais entre 1831 e 1832. No seu testamento, o rei Fernando VIIele o nomeia em 1833 presidente do conselho de regência durante a menoridade de sua filha Elizabeth, a futura rainha Elizabeth II, mas o cardeal permaneceu em Roma . 

## Link externo
- Marco y Catalán, Juan Francisco
- catholic-hierarchy.org